# Diocese de Santarém
A Diocese de Santarém (Dioecesis Santaremensis in Lusitania (Scalabitanus)), é uma diocese portuguesa em Santarém, que pertence à Província Eclesiástica do Patriarcado de Lisboa. Esta diocese foi constituída a 16 de julho de 1975, por desmembramento do mesmo Patriarcado, tal como a Diocese de Setúbal. A bula Apostolicae Sedis Consuetudinem, do Papa Paulo VI, foi o documento que oficializou este ato. No mesmo dia da sua criação, o Papa Paulo VI nomeou D. António Francisco Marques como seu primeiro bispo. Este governou a diocese até à sua morte no dia 28 de agosto de 1997, e seu corpo está num altar lateral da sé.
O território que constitui a Diocese foi separado do Patriarcado de Lisboa, onde formava, desde 29 de maio de 1966, a Região Pastoral de Santarém.

## Território
A Diocese é um pouco inferior ao Distrito civil de Santarém. Situada no distrito de Santarém, apenas 13 dos 21 municípios (e um deles incompleto) pertencem à Diocese: Alcanena (sem as paróquias de Minde e Serra de Santo António), Almeirim, Alpiarça, Cartaxo, Chamusca, Entroncamento, Golegã, Rio Maior, Salvaterra de Magos, Santarém, Tomar, Torres Novas e Vila Nova da Barquinha.
O seu território está dividido em 7 Vigararias e 113 Paróquias.

### Vigararias
A Diocese de Santarém subdivide-se nas seguintes Vigararias:
1. Santarém;
2. Alcanena;
3. Almeirim;
4. Entroncamento;
5. Rio Maior;
6. Tomar;
7. Torres Novas.

Cada Vigararia é coordenada pastoralmente por um Vigário da vara.

## Administração
Bispos de Santarém:
1. D. António Francisco Marques, O.F.M. (1975-1997)
2. D. Manuel Pelino Domingues (1998-2017)
3. D. José Augusto Traquina Maria (2017-presente)

## História
A circunscrição antecessora da Diocese foi a Vigararia de Santarém. Esta Vigararia é muito antiga, tendo sido criada há mais de 800 anos. Devido à proximidade de Lisboa, a Vigararia de Santarém não foi promovida a Diocese antes do século XX. A igreja escolhida para Catedral, e indicada na Bula da Criação da Diocese, foi a igreja do Seminário, em Santarém, dedicada à Imaculada Conceição.

## Património
Também chamada de Cristianíssima Cidade de Santarém, a capital do Ribatejo teve um elevado património eclesiástico, chegando a ter 17 Conventos e Mosteiros em funcionamento. Hoje conta com 3 Conventos e Mosteiros em actividade; subsistem diversas Igrejas provenientes de Conventos. Actualmente a cidade de Santarém conta ainda com um significativo património eclesiástico, tendo ao todo 10 Igrejas e 4 Capelas.

## Santíssimo Milagre de Santarém
Na cidade de Santarém venera-se há muitos séculos a relíquia do Santíssimo Milagre de Santarém que se encontra na Igreja do Santíssimo Milagre (antiga Igreja de Santo Estêvão). Este milagre foi decretado pela Santa Sé como sendo o 2º milagre eucarístico mais importante do Mundo. Todos os anos milhares de peregrinos passam por Santarém para venerar a relíquia com mais de 750 anos. A festa principal celebra-se anualmente no Domingo de Pascoela (Domingo a seguir à Páscoa), sendo celebrada de manhã uma missa solene presidida pelo Bispo de Santarém e à tarde uma procissão pelas ruas da cidade com a relíquia.

## Escutismo
1. Escutismo nesta diocese: Região de Santarém